# René Guérin
Pour les articles homonymes, voir Guérin.
René Guérin est un batteur français. 

## Biographie
Il fut batteur de plusieurs groupes : l'Alan Jack Group et de l'Alan Jack Civilization entre 1966 et 1970, il participe à l'enregistrement du second 45 tours J'ai besoin de la terre du groupe Alan Jack Civilization.
Il rejoint ensuite le groupe Martin Circus de 1971 à 1978 - 1988 - 2001. Il sera ensuite le chef d'orchestre d'Hervé Vilard, et Frédéric François .... 
Il dirigera la rédaction de la revue spécialisée, "Batteur Magazine" pendant 15 ans, et professeur de batterie en Provence aux Adrets de l’Estérel.
Depuis 2009 il est le batteur du groupe "Bluegators" avec Daniel Berthiaume, guitariste/chanteur et Thierry Varipatis, bassiste.

## Discographie
- 1970 : N'y change rien | J'ai besoin de la Terre - 45T (BYG Records)

## Filmographie
- Les Bidasses en folie (1971) (Martin Circus)
- Les bidasses en vadrouille (1979) : Gérard